# 格但斯克路面電車

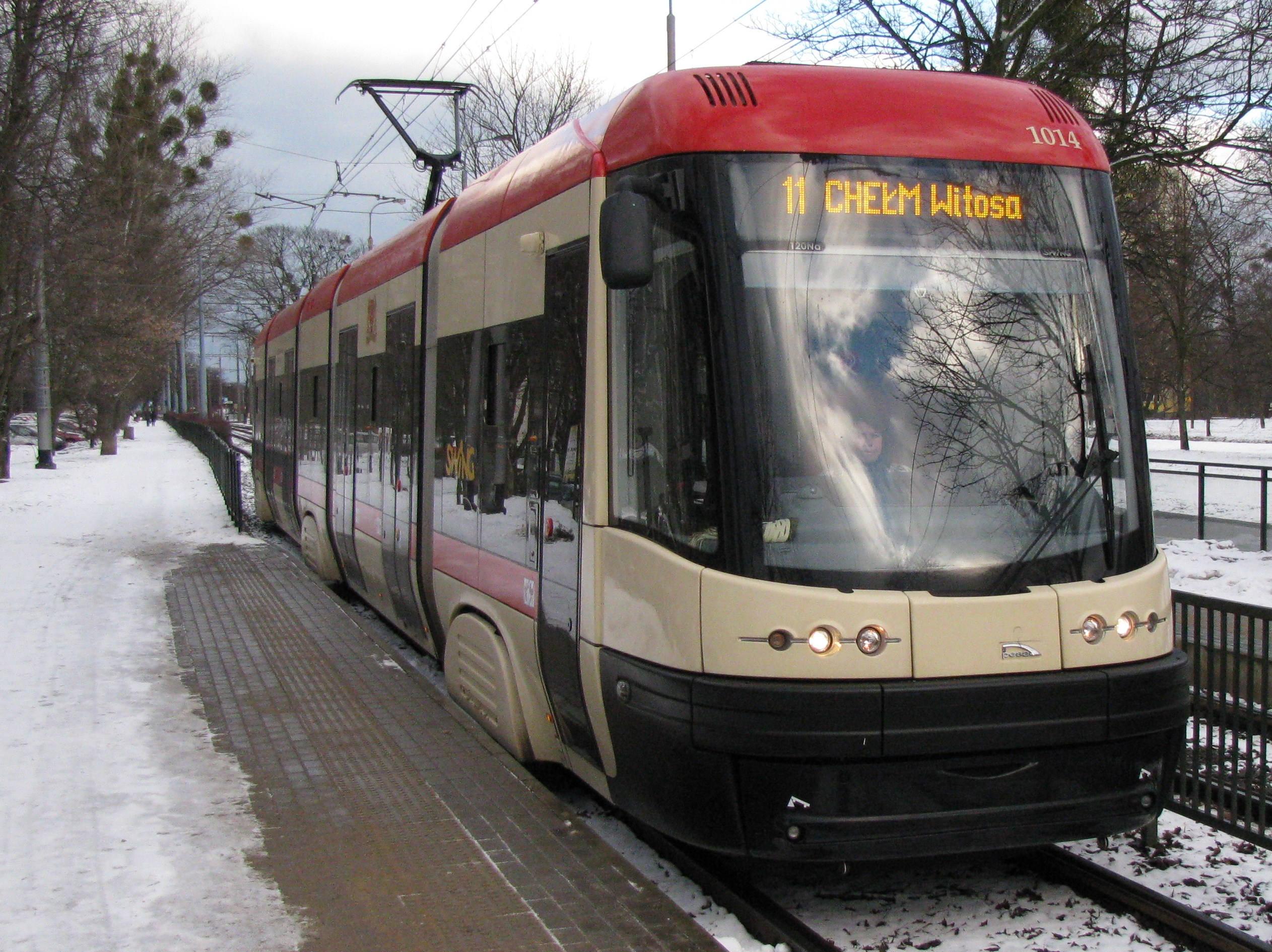
格但斯克路面電車

格但斯克路面電車（波蘭語：Tramwaje w Gdańsku）是波蘭城市格但斯克的電車公共交通系統。格但斯克路面電車於1873年開始運行，最初以馬車作為動力。1896年開始，格但斯克路面電車所有路線均實現電氣化。現在格但斯克路面電車共有11條路線，全長116.7（72.5英里）。

## 外部連結
- Lines （页面存档备份，存于）
- History
- Vehicles